# Dulce de Veiga
Dulce de Veiga es el nombre de una variedad cultivar de manzano (Malus domestica). Esta manzana es originaria de Galicia, está cultivada en la colección de árboles frutales y banco de germoplasma de Mabegondo con el Nº 341; ejemplares procedentes de esquejes localizados en Santiago da Veiga, parroquia del municipio de Sarria (Lugo).

## Sinónimos
- "Manzana Dulce de Veiga.[4][5]
- "Maceira Dulce de Veiga".

## Características
El manzano de la variedad 'Dulce de Veiga' tiene un vigor medio. Tamaño grande y porte erguido.
Época de inicio de brotación desconocido y de floración a partir del 19 de abril.
Las hojas tienen una longitud del limbo de tamaño medio, con la máxima anchura del limbo es media. Longitud de las estípulas es larga y la máxima anchura de las estípulas es media. Denticulación del borde del limbo es serrado, con la forma del ápice del limbo cuspidado y la forma de la base del limbo es obtuso. Con subestípulas ausentes.
Sus flores tienen una longitud de los pétalos corta, con una anchura de los pétalos estrecha, disposición de los pétalos superpuestos entre sí, con una longitud del pedúnculo media.
La variedad de manzana 'Dulce de Veiga' tiene un fruto de tamaño pequeño, de forma plana-globosa, de color amarillo, con chapa lavada, e intensidad pálida. Epidermis de textura desigual, con pruina en su superficie y con presencia de cera media. Sensibilidad al "russeting" (pardeamiento áspero superficial que presentan algunas variedades) muy poco sensible. Con lenticelas de tamaño medio.
Los sépalos están dispuestos de forma parcialmente replegados, y superpuestos en su base; su fosa calicina es profunda y de una anchura media. Pedúnculo de grosor estrecho y de longitud medio, siendo la cavidad peduncular de una profundidad media y de anchura media. Con pulpa de color crema, cuya firmeza es intermedia y su textura es intermedia; su jugosidad es seca, con sabor de acidez débil, y aromática.
Época de maduración y recolección a partir del 1 de octubre. 'Dulce de Veiga' es una manzana que su destino es la conservación de esta variedad en el banco de germoplasma de Mabegondo como reserva genética.

## Susceptibilidades
- Oidio: no presenta.
- Moteado: ataque medio.
- Raíces aéreas: no presenta.
- Momificado: no presenta.
- Pulgón lanígero: no presenta.
- Pulgón verde: ataque medio.
- Araña roja: no presenta.
- Chancro del manzano: no presenta.[3]